# 金昌淑
金昌淑（1949年1月15日—），韓國女演員。

## 演出作品

### 電視劇
- 1984年：KBS《家族》
- 1987年：KBS《串燒》
- 1989年：KBS《一半失敗》
- 1991年：KBS《人和婦女》
- 1992年：MBC《嫉妒》飾演 鄭聖喜
- 1994年：MBC《M》飾演 聖子
- 1996年：MBC《不離婚的原因》
- 1997年：KBS《求婚》飾演 金敏珠
- 1997年：KBS2《婚紗（朝鲜语：웨딩드레스 (드라마)）》飾演 金婉子
- 1998年：MBC《看了又看》
- 2000年：KBS《愛情的代價》飾演 李英熙
- 2002年：KBS《一起結婚吧》
- 2002年：KBS《人生畫報》
- 2004年：MBC《我隱藏的愛》
- 2004年：KBS《我的寶貝子女》
- 2005年：SBS《愛情共感》飾演 東宇模
- 2005年：KBS《TV小說-故鄉駅》
- 2006年：SBS《愛上醜八怪》
- 2006年：MBC《火花遊戲》飾演 崔順英
- 2007年：KBS《就算愛也沒關係》
- 2007年：MBC《9局下半2出局》
- 2008年：MBC《大象》
- 2008年：MBC《愛你，別哭》飾演 文秀慈
- 2010年：MBC《我一成不變的生活》飾演 孔如思（共4集）
- 2011年：MBC《千次的吻》飾演 閔愛子
- 2011年：JTBC《女人兩次化妝時》
- 2012年：KBS《順藤而上的你》飾演 貴男的養母（客串）
- 2012年：KBS《山後的南村2》
- 2014年：MBC《媽媽的庭院》飾演 吳景淑
- 2015年：MBC《媽媽》飾演
- 2016年：MBC《重新開始》飾演 黃賢淑

### 電影
- 1974年：《證言》
- 2002年：《Can't Live Without Robbery》（客串）
- 2010年：《無法挽回》

## 獎項
- 1970年：第7屆青龍電影獎－特別賞
- 1971年：第14屆釜日電影獎－新人賞
- 1973年：第10屆青龍電影獎－女子人氣賞
- 1974年：第13屆大鐘獎－特別演技賞（《證言》）
- 1974年：第20屆亞洲影展－最佳女主角《證言》
- 1975年：第11屆韓國演劇電影藝術獎－TV部門 愛讀者人氣賞
- 1976年：TBC演技大賞－人氣賞
- 1990年：第17屆韓國放送大獎－女子藝人賞
- 1998年：MBC演技大獎－女子優秀賞（《看了又看》）